# Корноладе Алте (Белуно)
Корноладе Алте (итал. Cornolade Alte) је насеље у Италији у округу Белуно, региону Венето.
Према процени из 2011. у насељу је живело 15 становника. Насеље се налази на надморској висини од 589 м.